# Regreso a la Tierra de Oz
Regreso a la Tierra de Oz, (en inglés Journey Back to Oz) es una película animada producida en 1972 por Lou Scheimer y su estudio Filmation, secuela semioficial de la película de 1939 (aunque el mago no hace acto de presencia en ella). La voz de Dorothy corrió a cargo de Liza Minnelli, hija de Judy Garland, la actriz de la película de 1939.

## Argumento
Durante un tornado idéntico al de la película de 1939, Dorothy recibe un golpe en la cabeza y es transportada nuevamente a la Tierra de Oz. Pero esta vez, de camino a Ciudad Esmeralda, descubre un plan malévolo maquinado por Mombi (quien es pariente de la Bruja del Oeste), para apoderarse de Oz con un ejército de monstruosos elefantes verdes creados por ella. Escapa con la ayuda de Calabaza, esclavo de Mombi, y juntos intentarán detener el perverso plan de Mombi, a la vez que Dorothy se reúne con sus viejos amigos el Espantapájaros, el Hombre de Hojalata y el León Cobarde.

## Reparto
- Dorothy Gale (Liza Minnelli)
- Tía Emma (Margaret Hamilton)
- El León Cobarde (Milton Berle)
- El Hada Buena (Risë Stevens)
- El Hombre de Hojalata (Danny Thomas)
- Mombi (Ethel Merman)
- El Espantapájaros (Mickey Rooney)
- Calabaza (Paul Lynde)
- Cuervo de Mombi (Mel Blanc)
- Carrusel, el Caballito de Madera (Herschel Bernardi)
- Amos (Larry Storch)
- Tío Henry (Paul Ford)